# I Inside the Old Year Dying
I Inside the Old Year Dying — десятий студійний альбом англійської співачки, авторки пісень та музикантки Пі Джей Гарві, що вийшов 7 липня 2023 року на лейблі Partisan Records. Це її перший альбом з новим матеріалом після The Hope Six Demolition Project 2016 року. Альбом спродюсований співачкою, у співпраці з Flood та Джоном Перішем. Лід-сингл «A Child's Question, August» вийшов 26 квітня 2023 року.

## Передісторія
У лютому 2022 року Гарві почала ділитися своїми фотографіями в студії під час запису альбому. У квітні 2022 року в інтерв'ю для The Observer вона підтвердила, що новий альбом вийде в 2023 році. У червні 2022 року співачка оголосила, що закінчила роботу над альбомом і має намір випустити його в середині 2023 року. Протягом першої половини 2023 року вона випускала тизери з новою музикою.
У заяві з приводу анонсу альбому 25 квітня 2023 року, Гарві сказала, що альбом зайняв «багато років роботи» і «був важким у створенні», оскільки «знадобився час, щоб знайти його найсильнішу форму, але він нарешті став усім, на що [вона] сподівалася». Він був натхненний її епічною поемою «Орлам» і був частково імпровізований продюсерами Flood і Джоном Перішем, причому Гарві описала його зміст як «пошук, споглядання — інтенсивність першого кохання і пошук сенсу». Вона також назвала його «місцем відпочинку, розрадою, втіхою, бальзамом, що є своєчасним для нашого часу». Окрім того, що Гарві записувала альбом разом із Флудом та Перішем, альбом, як кажуть, «переповнений біблійними образами та відсиланнями до Шекспіра».

## Промо
6 червня 2023 року Гарві оголосила про британський та європейський тур на підтримку альбому, що складатиметься з 26 дат, починаючи з 22 вересня в Дубліні. У кожному місті відбудеться по два концерти, які завершаться останнім шоу 31 жовтня в Осло.

## Відгуки критиків
I Inside the Old Year Dying отримав 84 бали зі 100 на агрегаторі рецензій Metacritic на основі відгуків 12 критиків, що свідчить про «загальне визнання». Алексіс Петрідіс з The Guardian назвав його альбомом тижня, схарактеризувавши як «загадковий і часом тривожний», а також як «грубуватий лонгплей, сповнений сили і атмосфери», і зробивши висновок, що «як і описані ліси Дорсету, I Inside the Old Year Dying моторошно лякає, але п'янить, і в ньому легко загубити себе». Uncut виявив «постійне низькорівневе відчуття дискомфорту, або знайомі звуки чи слова набувають химерних паралельних форм», а також «звуки, які важко ідентифікувати, або які знаходяться між впізнаваними тембрами». Вікторія Сігал з Mojo зауважила, що альбом «знаходиться на межі між старим і новим» і назвала його «записом, для якого [Гарві] була народженою», тоді як Uncut відзначив його як «особливу річ».
Елізабет Обрі з NME описала альбом як «невловимий і заворожуючий», і хоча «потрібно трохи часу, щоб зануритися у світ Гарві, […] потрапивши туди, ви не захочете звідти йти». Тоні Інгліс з The Skinny назвав реліз «найпривабливішою роботою Гарві» і відчув, що вона, Періш і Flood поєднують «незабутні мелодії та структури з письменницькою формою, яка переплітає модернізм із стародавніми невідомостями». Сем Вокер-Смарт з Clash відчував те ж саме, пишучи, що Гарві «поєднує інтимне та експериментальне, щоб створити щось захоплююче унікальне. Пасторальне і поетичне, природне, але з моментами тривоги і вибухових спалахів».

## Трек-лист
| #     | Назва                         | Тривалість |
| ----- | ----------------------------- | ---------- |
| 1.    | «Prayer at the Gate»          | 4:14       |
| 2.    | «Autumn Term»                 | 3:20       |
| 3.    | «Lwonesome Tonight»           | 3:48       |
| 4.    | «Seem an I»                   | 3:06       |
| 5.    | «The Nether-edge»             | 3:17       |
| 6.    | «I Inside the Old Year Dying» | 1:52       |
| 7.    | «All Souls»                   | 4:21       |
| 8.    | «A Child's Question, August»  | 2:46       |
| 9.    | «I Inside the Old I Dying»    | 3:08       |
| 10.   | «August»                      | 2:41       |
| 11.   | «A Child's Question, July»    | 3:02       |
| 12.   | «A Noiseless Noise»           | 3:57       |
| 39:32 |                               |            |